# الجرح والتعديل (كتاب)
الجرح والتعديل. كتاب صنفه الحافظ ابن أبي حاتم تكلم فيه عن طبقة الرواة، طبقاتهم ومقادير حالاتهم وتباين درجاتهم ليعرف من كان منهم في منزلة الانتقاد والجهبذة والتنقير والبحث عن الرجال والمعرفة بهم - وهؤلاء هم أهل التزكية والتعديل والجرح، ويعرف من كان منهم عدلا في نفسه من أهل الثبت في الحديث والحفظ له والإتقان فيه - هؤلاء هم أهل العدالة، ومنهم الصدوق في روايته الورع في دينه الثبت الذي يهم أحيانا وقد قبله الجهابذة النقاد - فهذا يحتج بحديثه أيضا. ومنهم الصدوق الورع المغفل الغالب عليه الوهم والخطأ والسهو والغلط - فهذا يكتب من حديثه الترغيب والترهيب والزهد والآداب ولا يحتج بحديثه في الحلال والحرام، ومنهم من قد الصق نفسه بهم ودلسها بينهم - ممن قد ظهر للنقاد العلماء بالرجال منهم الكذب، فهذا يترك حديثه ويطرح روايته ويسقط ولا يشتغل به.
سمع ابن مهرويه يحيى بن معين يقول: «إنا لنطعن على أقوام، لعلهم قد حطوا رحالهم في الجنة من أكثر من مائتي سنة»، فقال ابن مهرويه: فدخلت على عبد الرحمن بن أبي حاتم، وهو يقرأ على الناس كتاب «الجرح والتعديل» فحدثته بهذا فبكى، وارتعدت يداه، حتى سقط الكتاب، وجعل يبكي، ويستعيدني الحكاية، ويعلق الذهبي على هذا الخبر بقوله: «أصابه على طريق الوجل وخوف العاقبة؛ وإلا فكلام الناقد الورع في الضعفاء من النصح لدين الله، والذب عن السنة».

## صلتهبالتاريخ الكبيرللبخاري
كان أحد أسباب تأليف كتاب الجرح والتعديل هو أن عالما الحديث أبو حاتم الرازي وأبو زرعة الرازي اطلعا على التاريخ الكبير للبخاري فأدركا أهمية علم الجرح والتعديل الذي ورد في كتاب البخاري، فطلبا من عبد الرحمن أن يسألهما عن رجال الحديث رجلًا رجلًا فزادا وأنقصا من عمل البخاري، وهكذا نجد تشابها بين كتاب الجرح والتعديل لابن أبي حاتم وكتاب التاريخ للبخاري ولكن مع اختلافات منها:
- زيادة خمسة آلاف ترجمة للرواة في كتاب ابن أبي حاتم
- كثير من التراجم وردت في الجرح مختصرة عن كتاب التاريخ
- توجد في عدد من التراجم إضافات في الجرح
- أسقط أبو حاتم وأبو زرعة بعض التراجم من التاريخ
- اعترض أبو حاتم وأبو زرعة على حكم البخاري بضعف بعض الرواة ووصف أحوالهم
- وضع ابن أبي حاتم أربعة مراتب للعدول وأربعة مراتب للضعفاء وهي لم ترد بهذا الترتيب عند البخاري

## منهج الكتاب
ذكر ابن أبي حاتم منهجه في تأليف الكتاب:
| الجرح والتعديل (كتاب) | وقصدنا بحكايتنا الجرح والتعديل في كتابنا هنا إلى العارفين به العالمين له متأخرًا بعد متقدم، إلى أن انتهت بنا الحكاية على أبي وأبي زرعة ولم نحك عن قوم قد تكلموا في ذلك لقلة معرفتهم به، ونسبنا كل حكاية إلى حاكيه، والجواب على صاحبه، ونظرنا في اختلاف أقوال الأئمة في المسئولين عنهم، فحذفنا تناقض قول كل واحد منهم، وألحقنا بكل مسئول عنه ما لاق به وأشبهه من جوابهم، على أننا قد ذكرنا أسامي كثيرة مهملة من كتاب "الجرح والتعديل" كتبناها ليشتمل الكتاب على كل من روي عنه العلم، رجاء وجود الجرح والتعديل فيهم، فنحن ملحقوها بهم من بعد، إن شاء الله تعالى، وخرجنا الأسامي على حرف المعجم، وتأليفها، وخرجنا ما كثر منها في الحرف الواحد على المعجم أيضًا في أسماء آبائهم؛ ليسهل على الطالب إصابة ما يريد منها ويتجه لموضع الحاجة إليها إن شاء الله | الجرح والتعديل (كتاب) |

## مراتب الرواة
قسم ابن أبي حاتم الرواة إلى ثمانية مراتب
- الأولى: إذا قيل للواحد: إنه ثقة أومتقن ثبت، فهو ممن يحتج بحديثه
- الثانية: إذا قيل له: صدوق أو محله الصدق أو لا بأس به، فهو ممن يكتب حديثه وينظر فيه
- الثالثة: إذا قيل: شيخ، فيكتب حديثه وينظر فيه إلا أنه دون الثانية
- الرابعة: إذا قيل: صالح الحديث، فإنه يكتب حديثه للاعتبار
- الخامسة: إذا أجابوا في الرجل بلين الحديث، فهو ممن يكتب حديثه وينظر فيه اعتبارا
- السادسة: إذا قيل: ليس بقوي فهو بمنزلة الأولى في كتابة حديثه إلا أنه دونه
- السابعة: إذا قيل: ضعيف الحديث، فهو دون الثاني لا يطرح حديثه بل يعتبر به
- الثامنة: ذا قيل: متروك الحديث أو ذاهب الحديث أو كذاب، فهو ساقط الحديث لا يكتب حديثه

وهذا التقسيم يتضمن اصطلاحات خاصة بابن أبي حاتم، وليست عند البخاري، مما يدل على أصالة عمله، وقد سار عليه مؤلفون بعده.